# NGC 2311
NGC 2311 is een open sterrenhoop in het sterrenbeeld Eenhoorn. Het hemelobject werd in 1783 ontdekt door de Duits-Britse astronome Caroline Herschel.

## Synoniemen
- OCL 553